# Ópera de la Bastilla
La Ópera de la Bastilla (en francés: Opéra Bastille) es un moderno teatro de ópera situado en el XII Distrito de París, Francia. Inaugurado en 1989 como parte de los Grands Travaux del presidente François Mitterrand, se convirtió en la instalación principal de la Ópera Nacional de París, la principal compañía de ópera de Francia, junto al más antiguo Palais Garnier; la mayoría de los espectáculos de ópera se presentan en la Bastilla junto con algunos espectáculos de ballet y conciertos sinfónicos, mientras que el Palais Garnier presenta una mezcla de espectáculos de ópera y ballet.
Diseñado por el arquitecto uruguayo Carlos Ott, está situado frente a la plaza de la Bastilla. Puede albergar a 2723 personas en total, con un teatro principal, una sala de conciertos y un teatro-estudio.

## Historia

### Antecedentes y construcción
La idea de un nuevo teatro de ópera "popular y moderno" en París surgió por primera vez en la década de 1880, solo unos años después de la inauguración del palacio Garnier.  Permanecería virtual durante un siglo y resurgiría periódicamente debido a la recurrente "crisis de la Ópera" y a las limitaciones impuestas a la producción de ópera moderna por el palacio Garnier. Fue promovida especialmente en 1965-1968 por el director de escena Jean Vilar, la figura más destacada del "teatro popular" de la época, a quien se había encargado un proyecto de reforma del Teatro Nacional de la Ópera y que se hizo eco del provocador llamamiento del compositor Pierre Boulez a "volar los teatros de ópera", así como por el alto funcionario François Bloch-Lainé en un informe de 1977 sobre la gestión y las perspectivas de la Ópera.
En 1981, el recién elegido presidente François Mitterrand incluyó un nuevo teatro de la ópera en su gran programa de construcción de monumentos conocido como los Grands Travaux. En un principio, el proyecto formaba parte de la Cité de la musique, un complejo de instituciones musicales en el noreste de París. Rápidamente se decidió separarlo y construirlo en la zona de la Bastilla de París, un barrio relativamente obrero que también evocaba la Revolución francesa y era un punto tradicional de partida o de llegada de las manifestaciones. Al año siguiente se convocó un concurso internacional, bajo la supervisión de la Sociedad Pública Ópera Bastilla (EPOB), para seleccionar un arquitecto. Se recibieron 756 candidaturas y, en noviembre de 1983, el concurso fue ganado por el poco conocido arquitecto Carlos Ott, un uruguayo residente en Canadá. Se dijo que el jurado, que -como es habitual en los concursos de arquitectura- no conocía los nombres ni la trayectoria de los concursantes, supuso erróneamente que el diseño era del distinguido arquitecto estadounidense Richard Meier.
La construcción comenzó en 1984 con la demolición de la estación de tren de la Gare de la Bastille, inaugurada en 1859 y cerrada en 1969, y donde se habían celebrado exposiciones de arte desde entonces. En 1986, el nuevo gobierno de derechas dirigido por Jacques Chirac consideró la posibilidad de cancelar el proyecto, pero finalmente decidió que estaba demasiado avanzado y volvió a darle luz verde. El presidente Mitterrand siguió implicado personalmente en todo el proceso de construcción, hasta el punto de que el equipo de planificación se remitió a él para decidir el color de las butacas tras un desacuerdo interno (eligió el negro).
En el proyecto original, la ópera incluía también una pequeña sala de conciertos y una sala polivalente (salle modulable). Esta última era una petición pública de Pierre Boulez, que llevaba mucho tiempo lamentando públicamente la falta de un lugar adecuado para la música contemporánea y las actuaciones experimentales en París. Sin embargo, debido a los retrasos en la construcción, finalmente se archivó, para irritación de Boulez, y finalmente se construyó una instalación similar como parte de la Cité de la musique. La sala de conciertos, conocida como el Anfiteatro de la Bastilla (Amphithéâtre Bastille), se mantuvo y se construyó.
Tras enormes excesos presupuestarios, el coste final de la construcción se situó en 2800 millones de francos franceses.
El edificio fue inaugurado por François Mitterrand el 13 de julio de 1989, en vísperas del bicentenario de la toma de la Bastilla, en presencia de treinta y tres jefes de Estado o de Gobierno extranjeros. Un concierto de gala semiescenificado, dirigido por Robert Wilson bajo el título la Nuit avant le jour (La noche antes del día), fue dirigido por Georges Prêtre y contó con cantantes como Teresa Berganza y Plácido Domingo. Al día siguiente, la Ópera de París ofreció allí su tradicional concierto gratuito del Día de la Bastilla.
El teatro de la ópera estaba sin terminar en el momento de la inauguración oficial, y no vio su primera representación de ópera hasta el 17 de marzo de 1990, con les Troyens de Hector Berlioz, dirigida por Pier Luigi Pizzi.

### Problemas y controversias
La gestión y la reputación de la Ópera de la Bastilla se vieron empañadas por una serie de controversias y escándalos en la primera década de la ópera, desde antes de su inauguración.
En 1987, el director de orquesta Daniel Barenboim, que anteriormente había dirigido la Orquesta de París, fue contratado para convertirse en el primer director artístico de la casa, y comenzó a planificar las primeras temporadas. En enero de 1989, seis meses antes de la inauguración, el presidente del consejo de administración de la compañía, Pierre Bergé, que por otra parte dirigía la casa de modas Yves Saint Laurent, despidió a Barenboim, al parecer tras la negativa del director de orquesta a reducir su sueldo a la mitad, así como debido a su postura modernista, que Bergé consideraba inadecuada para un teatro de ópera "popular". También se señaló que Barenboim había sido contratado por un gobierno de derechas, mientras que Bergé era un destacado partidario y donante del Partido Socialista. Esta decisión resultó extremadamente controvertida en el ámbito artístico: Patrice Chéreau se echó atrás en la puesta en escena de la gala inaugural, el compositor Pierre Boulez dimitió del Consejo de Administración, y Herbert von Karajan y Georg Solti, junto con otros destacados directores, firmaron una carta de protesta y llamaron al boicot de la Ópera de la Bastilla, cancelando sus propios conciertos allí. Esto dificultó la búsqueda de un nuevo director artístico; en mayo, Bergé pudo finalmente anunciar el nombramiento del pianista y director coreano Myung-whun Chung, entonces joven y prácticamente desconocido en Francia. Chung se sentó en el foso para la primera representación de ópera en mayo de 1990.
Aunque su mandato se amplió posteriormente hasta el año 2000, Chung fue despedido en 1994 tras la victoria electoral de la coalición de derechas, el fin del mandato de Pierre Bergé en el consejo de administración y un juego de poder con el director designado de la empresa, Hugues Gall, que anuló su contrato; en el punto álgido del conflicto, se impidió físicamente a Chung entrar en el edificio a pesar de una sentencia judicial a su favor.
El edificio fue tan fuente de problemas como los conflictos de liderazgo. Ya en 1991, algunos de los 36.000 paneles de piedra caliza de Borgoña que cubrían la fachada empezaron a caerse, lo que llevó a la instalación de redes de seguridad sobre algunas paredes exteriores en 1996. En los años siguientes tuvieron que llevarse a cabo varias reformas importantes, entre ellas la de la estructura de insonorización y el ajuste de la acústica del foso de orquesta; cada cambio resultó complejo y en ocasiones conllevó procesos judiciales para determinar quién era el responsable. Los problemas de la fachada no se solucionaron hasta 2009 con la instalación de nuevas losetas de material compuesto y fijadas de forma diferente. Sin embargo, en 2022 todavía había muchas redes colocadas en las fachadas.